# Конституция на Народна република България (1947)
Вижте пояснителната страница за други значения на Конституция на Народна република България.
Конституцията на Народна република България от 1947 г., известна още като Димитровска конституция, е приета на 4 декември 1947 г. от VI велико народно събрание. Тя е основен закон, уреждащ обществено-политическите и стопанските отношения, държавното устройство и основните права и задължения на гражданите на Народна република България за периода от 6 декември 1947 г. до 18 май 1971 г.
Свикването на Велико народно събрание, което да промени формата на държавно управление и да внесе промени в действащата Конституция на Българското княжество от 1879 г., известна и като Търновската конституция, е стратегическа задача, обявена с Програмата на Отечествения фронт от 1942 г. След Деветосептемврийския преврат през 1944 г. по външно- и вътрешнополитически причини се приема възстановяване на пълноценното действие на Търновската конституция. Запазва се монархическият институт чрез регентски съвет.
След края на Втората световна война XXVI обикновено народно събрание след решение на НС на ОФ от 22 юни 1946 г. приема Закон за допитване до народа за премахване на монархията и провъзгласяване на народна република и свикване на Велико народно събрание. Референдумът има положителен резултат и на 4 декември 1946 г. е публикуван проект на ОФ за нова конституция. Избрано е VI велико народно събрание, което да обсъди и приеме новата конституция. Абсолютно мнозинство в VI велико народно събрание има БРП (к).
Шестото велико народно събрание избира пропорционално конституционна комисия от 55 народни представители. Разделена е на 4 подкомисии. Изготвя окончателната редакция на проекта за конституция. На 20 юни 1947 г. е приет на първо четене с 302 гласа „за“ от присъстващите 366 народни представители. След подписването на Парижкия мирен договор на 10 февруари 1947 г. НС на ОФ внася съществени промени в проекта с решение от 26 октомври 1947 г. По време на второто четене се разгаря остра политическа борба в Народното събрание. В нейния ход народни представители от опозицията са отстранени и арестувани. На 30 ноември 1947 г. проектът е приет на второ четене. На 4 декември 1947 г. с 364 гласа „за“ конституцията е приета на трето четене. Влиза в сила с публикуването си в Държавен вестник на 6 декември 1947 г.
Конституцията урежда обществено-стопанските отношения за прехода към социализма, правата и задълженията на гражданите и държавното устройство. В НРБ върховен законодателен орган е еднокамарното Народно събрание, което е изборно и работи на сесии. Постоянно действащ висш орган на държавна власт е Президиумът на Народното събрание. Изпълнително-разпоредителната власт е в ръцете на Министерския съвет. Местното управление е двустепенно в околии и окръзи. Осъществява се от изборни народни съвети. Най-висшата съдебна инстанция в НРБ е Върховният съд.
Тази конституция е в сила до май 1971 г., когато е приета т.нар. Живковска конституция.